# Back to Love (Chris Brown)
Back to Love è un singolo del cantante statunitense Chris Brown, pubblicato nel 2019 ed estratto dall'album Indigo.
La canzone ha ricevuto recensioni positive da parte della critica musicale che ha celebrato il suo contenuto lirico e la sua produzione, elogiando l'intenzione di Brown di avvicinarsi alle sue prime radici R&B, paragonandolo ad alcune opere del suo album vincitore ai Grammy Awards, F.A.M.E., e con vari lavori di Michael Jackson. Nonostante l'ottimo riscontro critico, il singolo divenne quello di meno successo tra gli estratti dell'album Indigo.

## Pubblicazione
Chris Brown annunciò il brano nel gennaio del 2019, rivelandone il titolo con un post sul suo account Instagram, con un video di un minuto dove eseguiva una coreografia di esso.

## Il brano

### Composizione musicale
La canzone è stata scritta da Chris Brown e Mark Pitts ed è stata prodotta da Cam Wallace. Musicalmente Back to Love è una canzone d'amore mid-tempo che dura per tre minuti e quarantadue secondi. La strumentazione è dominata da elementi percussivi, presentando suoni afrobeat con accordi di chitarra estesi, un synth per fiati che fa la sua comparsa a metà della traccia, ed un forte rullante, unito al cantato R&B di Brown.

### Temi lirici
La canzone parla di un uomo che vuole lasciarsi il passato alle spalle, scusandosi con la sua ragazza, per averla trattata poco rispettosamente, avendo bisogno di tornare ad amare nel modo corretto, e ringraziandola per averlo aiutato ad aprire gli occhi, promettendo di essere un uomo migliore.

## Ricezione della critica
Back to Love ha ricevuto un'ottima risposta dalla critica musicale. Andy Kellman di AllMusic ha definito il brano come "una highlight della sua carriera" che riprende il periodo Off The Wall e Thriller di Michael Jackson. Alex Zidel di HotNewHipHop ha affermato che la canzone è "liricamente profonda e consapevole, mentre musicalmente ha un suono mondiale e senza tempo", notando che con Back to Love e il suo precedente singolo Undecided, Brown sta cercando di avvicinarsi con successo alle sue prime radici R&B. Ken Hamm di SoulBounce ha descritto la canzone come "significativa", dicendo che la canzone è un revival della musica di Michael Jackson degli anni '90. Quincy Domonic di The Ratings Game ha affermato che "Chris Brown scenderà senza dubbio come uno dei più grandi intrattenitori di sempre" e che con il brano "senza tempo" permetta a Brown di dimostrarlo "offrendo una jam che lo fa cantare in modo brillante sul cercare di trovare la sua strada per amare sopra una strumentazione vibrante".

## Video musicale
Il videoclip del brano è stato diretto da Brown e pubblicato lo stesso giorno in cui la canzone è stata pubblicata. Il video è stato girato a Parigi, e inizia con Brown che fugge da alcuni paparazzi, viene portato sul bordo della Senna dove mostra diverse mosse di danza di fronte a quello che sembra essere un pozzo illuminato. Gruppi di bambini che ballano da tutto il mondo appaiono in tutto il video musicale mentre Chris Brown continua a mostrare la sua abilità nel ballo in mezzo a file di colonne che successivamente si trasformano in colonne mobili a strisce.
Il video di Back to Love è stato paragonato da molti ai video musicali di Michael Jackson, suggerendo il "Re del Pop" come fonte d'ispirazione per l'ambientazione e per i passi di danza.

## Tracce
- Download digitale

1. Back to Love – 3:42

## Classifiche
| Classifica (2019) | Posizione massima |
| ----------------- | ----------------- |
| Nuova Zelanda     | 12                |
| Regno Unito       | 82                |